# Johannes Matthaeus
Johannes Matthaeus (* 1526 in Schmalkalden; † 18. September 1588 in Wittenberg) war ein deutscher evangelischer Theologe.

## Leben
Matthäus wechselte aufgrund politischer Umstände, mehrere Male die Konfession. Ursprünglich Lutheraner, bekannte er sich ab 1559 zur calvinistischen Lehre. Hierfür war seine Bindung als Hofprediger an den Pfalzgrafen Friedrich III. (Pfalz) ausschlaggebend, der nach Verleihung der Kurwürde seine lutherische Position aufgab und sich der calvinistischen Lehre anschloss.
1567 wurde er als Superintendent nach Amberg berufen, wo er den Heidelberger Katechismus lehren sollte. 1572 wurde er dort entlassen, da er nicht genügend Lutheraner zum Calvinismus bekehren konnte. Unter dem Vorwurf des Arianismus und Calvinismus wurde er 1573 als Pfarrer in Schmalkalden ins Gefängnis geworfen. 1574 schloss sich Matthaeus in Wien erneut den Lutheranern an und vertrat deren Standpunkt zur Abendmahlslehre (Wittenberger Konkordie). 1581 wurde er als Doktor der Theologie an der Universität Wittenberg, Professor der Theologie und übernahm im Sommersemester 1582 das Rektorat der Akademie.
Hier verstrickte er sich in einen heftigen, durch viele Publikationen belegten, theologischen Kampf mit Wolfgang Amling. Nach dem Tod des Kurfürsten August von Sachsen gewannen in Wittenberg mit der Unterstützung des Kanzlers Nikolaus Krell die Kryptocalvinisten an Einfluss und konnten am 2. September 1588 Matthaeus Entlassung durchsetzen. Dies nahm sich der greise Mann so sehr zu Herzen, das er wenige Wochen darauf verstarb.

## Werke
- Tractatus de Unione personali et communicatione idiomatum. (digitale-sammlungen.de)
- Concionum disposiciones in epistolas dominicales et feriarum.